# Kamionki (gromada w powiecie giżyckim)
Kamionki – dawna gromada, czyli najmniejsza jednostka podziału terytorialnego Polskiej Rzeczypospolitej Ludowej w latach 1954–1972.
Gromady, z gromadzkimi radami narodowymi (GRN) jako organami władzy najniższego stopnia na wsi, funkcjonowały od reformy reorganizującej administrację wiejską przeprowadzonej jesienią 1954 do momentu ich zniesienia z dniem 1 stycznia 1973, tym samym wypierając organizację gminną w latach 1954–1972.
Gromadę Kamionki z siedzibą GRN w Kamionkach utworzono – jako jedną z 8759 gromad na obszarze Polski – w powiecie giżyckim w woj. olsztyńskim na mocy uchwały nr 13 WRN w Olsztynie z dnia 4 października 1954. W skład jednostki weszły obszary dotychczasowych gromad Bogacko, Guty i Kamionki ze zniesionej gminy Sterławki Wielkie w powiecie giżyckim oraz miejscowości Doba, Dejguny i Dziwiszewo z dotychczasowej gromady Pilwa ze zniesionej gminy Radzieje  w powiecie węgorzewskim w tymże województwie. Dla gromady ustalono 9 członków gromadzkiej rady narodowej.
Gromadę zniesiono 31 grudnia 1961, a jej obszar włączono do gromady Giżycko w tymże powiecie.